# ASB Classic 2016
Das ASB Classic 2016 war der Name eines Tennisturniers der WTA Tour 2016 für Damen sowie eines Tennisturniers der ATP World Tour 2016 für Herren in Auckland. Das Damenturnier fand vom 4. bis 9. Januar, das Herrenturnier vom 11. bis 16. Januar 2016 statt.

## Herrenturnier
→ Qualifikation: ASB Classic 2016/Herren/Qualifikation

## Damenturnier
→ Qualifikation: ASB Classic 2016/Damen/Qualifikation